# Bosco Eliceo (vino)
Il Bosco Eliceo è una DOC riservata ad alcuni vini la cui produzione è consentita nelle province di Ferrara e Ravenna.

## Zona di produzione
La zona di produzione comprende l'intero territorio dei seguenti comuni:
- provincia di Ferrara: Goro, Mesola, Lagosanto;

e parte dei comuni:
- provincia di Ferrara: Comacchio, Argenta e Codigoro;
- provincia di Ravenna: Ravenna e Cervia.

## Storia
Diversi documenti storici attestano la coltivazione della vite e la produzione di vino fin dall'antichità nel litorale adriatico dell'Emilia-Romagna. I Georgici latini parlano di una specifica varietà di vite che cresceva nelle aree paludose intorno all'emporio di Spina (uva Spionia o Spinea).
Le pratiche enologiche più tradizionali, vista la maturazione tardiva del vitigno Fortana e la sua tolleranza ai marciumi, prevedevano che la vendemmia venisse procrastinata il più possibile verso il tardo autunno; la conseguenza era che le fermentazioni spesso si arrestavano a causa delle basse temperature invernali.
Questa situazione portava ad avere vini con un contenuto di zuccheri residui più o meno importante durante il periodo invernale e, se messi in bottiglia, davano origine a vini frizzanti per effetto della ripresa delle fermentazioni nella primavera-estate successiva alla vendemmia.
In epoche più moderne si è voluto mantenere comunque questa tradizione, ma applicando tecniche produttive attuali per ottenere anche vini frizzanti.

## Tecniche di produzione
In etichetta sono obbligatorie le indicazioni "amabile", "dolce", per le tipologie di vino per le quali sono previste tali caratteristiche.

## Disciplinare
Il Bosco Eliceo DOC è stato istituito con DPR 3 gennaio 1989 pubblicato sulla Gazzetta Ufficiale n. 144 del 22 giugno 1989.
Successivamente è stato modificato con:
- DM 18 gennaio 1996 GU 25 - 31 gennaio 1996
- DM 10 luglio 2002 GU 182 - 5 agosto 2002
- DM 30 novembre 2011 GU 295 – 20 dicembre 2011 Pubblicato sul sito ufficiale del Mipaaf Sezione Qualità e Sicurezza Vini DOP e IGP
- DM 12 luglio 2013 Pubblicato sul sito ufficiale del Mipaaf (concernente correzione dei disciplinari) Sezione Qualità e Sicurezza - Vini DOP e IGP
- DM 28 novembre 2013 Pubblicato sul sito ufficiale del Mipaaf (concernente correzione dei disciplinari) Sezione Qualità e Sicurezza - Vini DOP e IGP
- La versione in vigore è stata approvata con DM 7 marzo 2014 Pubblicato sul sito ufficiale del Mipaaf Sezione Qualità e Sicurezza - Vini DOP e IGP

## Tipologie

### Bosco Eliceo Fortana
|                                | Fortana | Fortana vivace | Fortana frizzante |
| uvaggio                        | Fortana min 85%. Possono concorrere alla produzione di detto vino anche le uve provenienti da altri vitigni a bacca rossa non aromatici, idonei alla coltivazione in Emilia-Romagna, max 15%. |                |                   |
| titolo alcolometrico minimo    | 10,50 % vol. |                |                   |
| acidità totale minima          | 5,0 g/l. |                |                   |
| estratto secco minimo          | 22,00 g/l |                |                   |
| resa massima di uva per ettaro | 150 q. |                |                   |
| resa massima di uva in vino    | 70 % |                |                   |

#### Caratteri organolettici
- Aspetto: rosso rubino più o meno intenso;
- Olfatto: vinoso, gradevole;
- Gusto: secco o abboccato o amabile o dolce (zucchero residuo massimo 75 g/l), corposo, moderatamente tannico, sapido.

#### Abbinamenti consigliati
Antipasti con salumi, carni bollite o marinate, formaggi di media stagionatura.

### Bosco Eliceo Merlot
|                                | Merlot | Merlot vivace |
| uvaggio                        | Merlot min 85%. Possono concorrere alla produzione di detto vino anche le uve provenienti da altri vitigni a bacca rossa non aromatici, idonei alla coltivazione in Emilia-Romagna, max 15%. |               |
| titolo alcolometrico minimo    | 10,50 % vol. |               |
| acidità totale minima          | 5,0 g/l. |               |
| estratto secco minimo          | 22,00 g/l |               |
| resa massima di uva per ettaro | 150 q. |               |
| resa massima di uva in vino    | 70 % |               |

#### Caratteri organolettici
- Aspetto: rosso rubino con riflessi violacei;
- Olfatto: leggermente erbaceo, caratteristico;
- Gusto: secco o abboccato, sapido, armonico.

#### Abbinamenti consigliati
Antipasti con salumi, carni bollite o marinate, formaggi di media stagionatura.

### Bosco Eliceo Sauvignon
|                                | Sauvignon | Sauvignon vivace | Sauvignon frizzante |
| uvaggio                        | Sauvignon min 85%. Possono concorrere alla produzione di detto vino anche le uve provenienti da altri vitigni a bacca rossa non aromatici, idonei alla coltivazione in Emilia-Romagna, max 15%. |                  |                     |
| titolo alcolometrico minimo    | 11,00 % vol. |                  |                     |
| acidità totale minima          | 5,0 g/l. |                  |                     |
| estratto secco minimo          | 18,00 g/l |                  |                     |
| resa massima di uva per ettaro | 150 q. |                  |                     |
| resa massima di uva in vino    | 70 % |                  |                     |

#### Caratteri organolettici
- Aspetto: giallo paglierino;
- Olfatto: delicato, quasi aromatico;
- Gusto: secco o abboccato o amabile, caldo, vellutato.

#### Abbinamenti consigliati
Antipasti, primi piatti di pesce.

### Bosco Eliceo Bianco
|                                | Bianco | Bianco frizzante |
| uvaggio                        | Trebbiano romagnolo min 70%. Sauvignon, Malvasia Bianca di Candia da sole o congiuntamente max 30%. Possono concorrere alla produzione di detto vino anche le uve provenienti da vitigni a bacca bianca, idonei alla coltivazione in Emilia-Romagna, max 5%. |                  |
| titolo alcolometrico minimo    | 10,50 % vol. |                  |
| acidità totale minima          | 5,0 g/l. |                  |
| estratto secco minimo          | 16,00 g/l |                  |
| resa massima di uva per ettaro | 150 q. |                  |
| resa massima di uva in vino    | 70 % |                  |

#### Caratteri organolettici
- Aspetto: giallo paglierino chiaro;
- Olfatto: delicato, gradevole, caratteristico, non molto intenso;
- Gusto: secco o abboccato o amabile o dolce (zucchero residuo massimo 75 g/l), fresco, gradevole, armonico.

#### Abbinamenti consigliati
Antipasti, primi piatti di pesce.